# Plaza Díaz Vélez

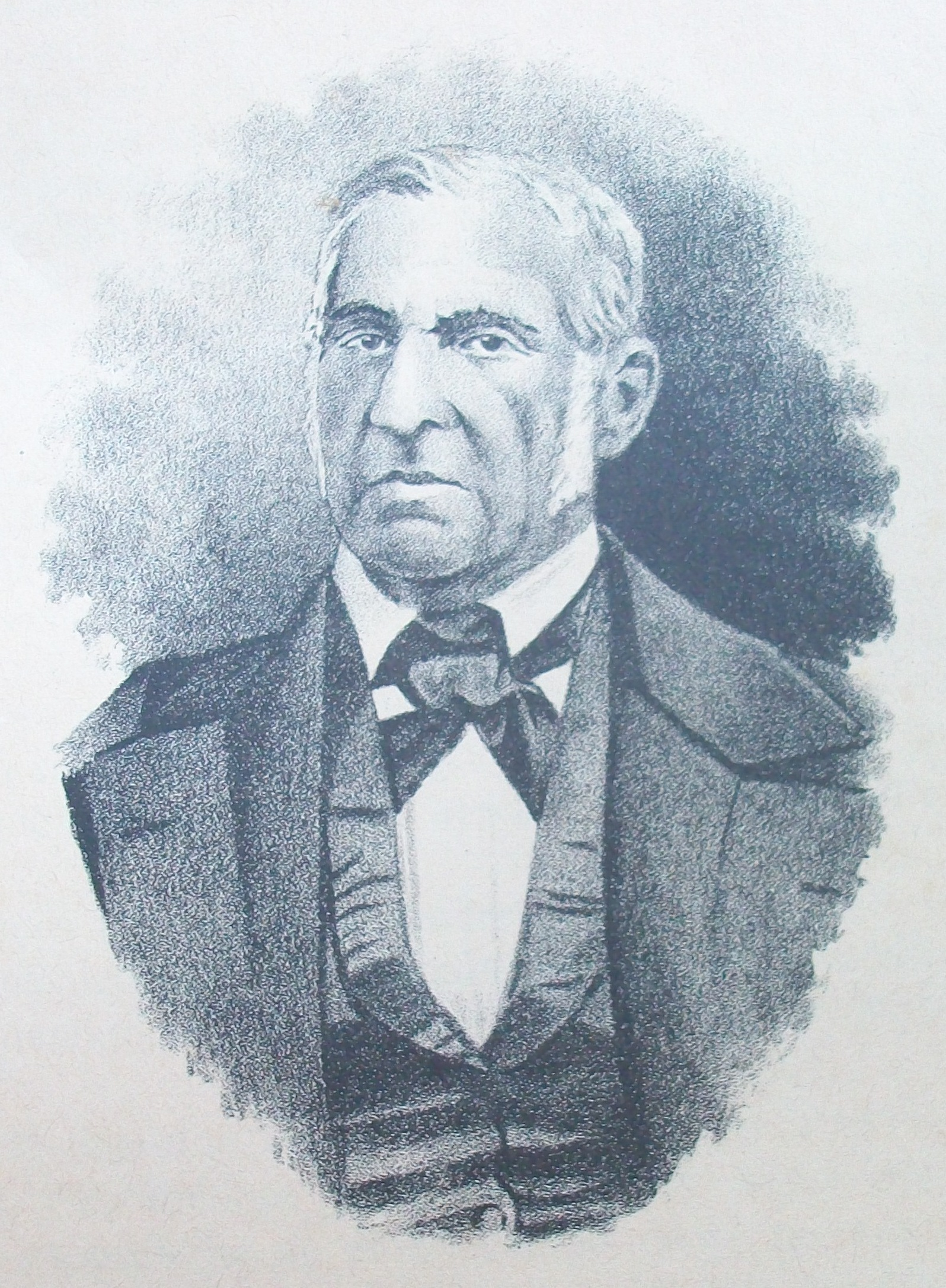
Eustoquio Díaz Vélez

La Plaza Díaz Vélez es un espacio público verde situado en la Avenida Osvaldo Cruz 2250 y comprendido además entre las calles Gonçalves Dias, San Antonio y Jorge, que se encuentra en el barrio de Barracas, en la ciudad de Buenos Aires, capital de la República Argentina.
La plaza fue creada mediante la Ordenanza Municipal del 28-10-1904 y la obra fue diseñada y construida por el arquitecto y paisajista Carlos Thays. Su nombre se debe al patriota argentino Eustoquio Díaz Vélez (1782-1856).
Situada a pocas cuadras del Riachuelo y de la Autopista 9 de Julio la plaza se encuentra sombreada por una frondosa arboleda y recorrida por caminos de ladrillo molido.
En la actualidad forma parte del circuito cultural y turístico del barrio de Barracas.